# Annona cherimola

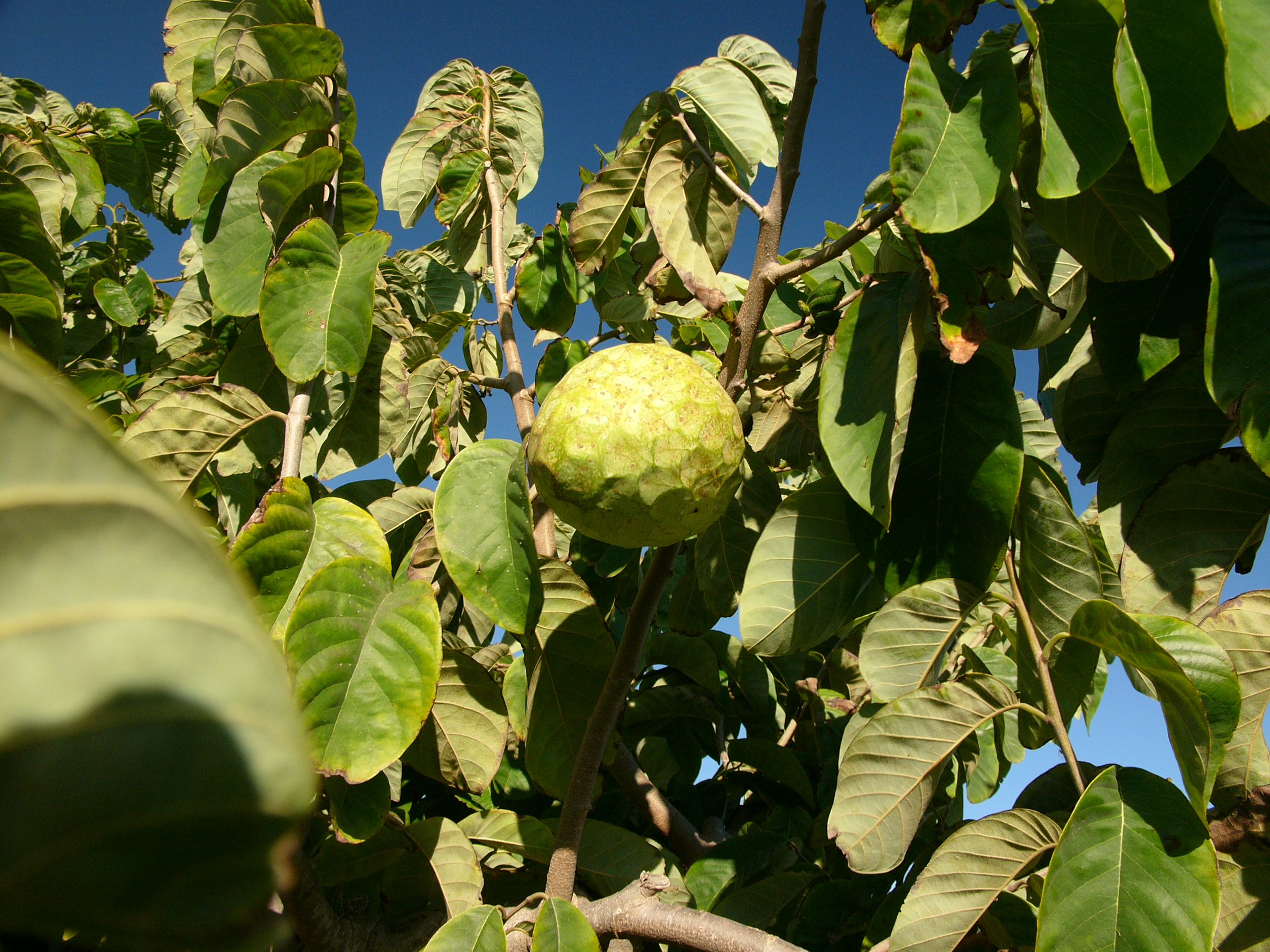
Hábito da planta, com folhas e fruto.

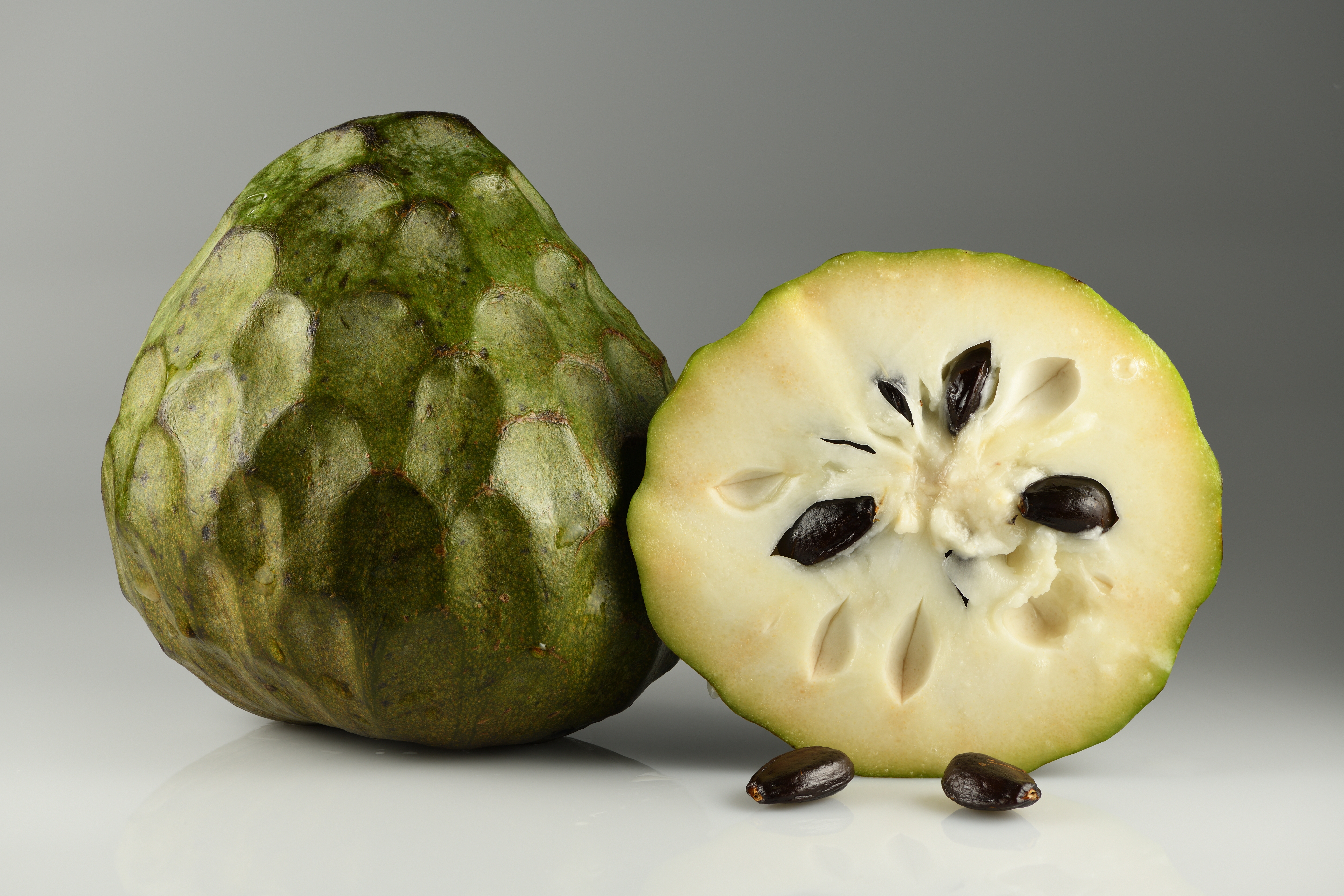
Fruto de A. cherimola.

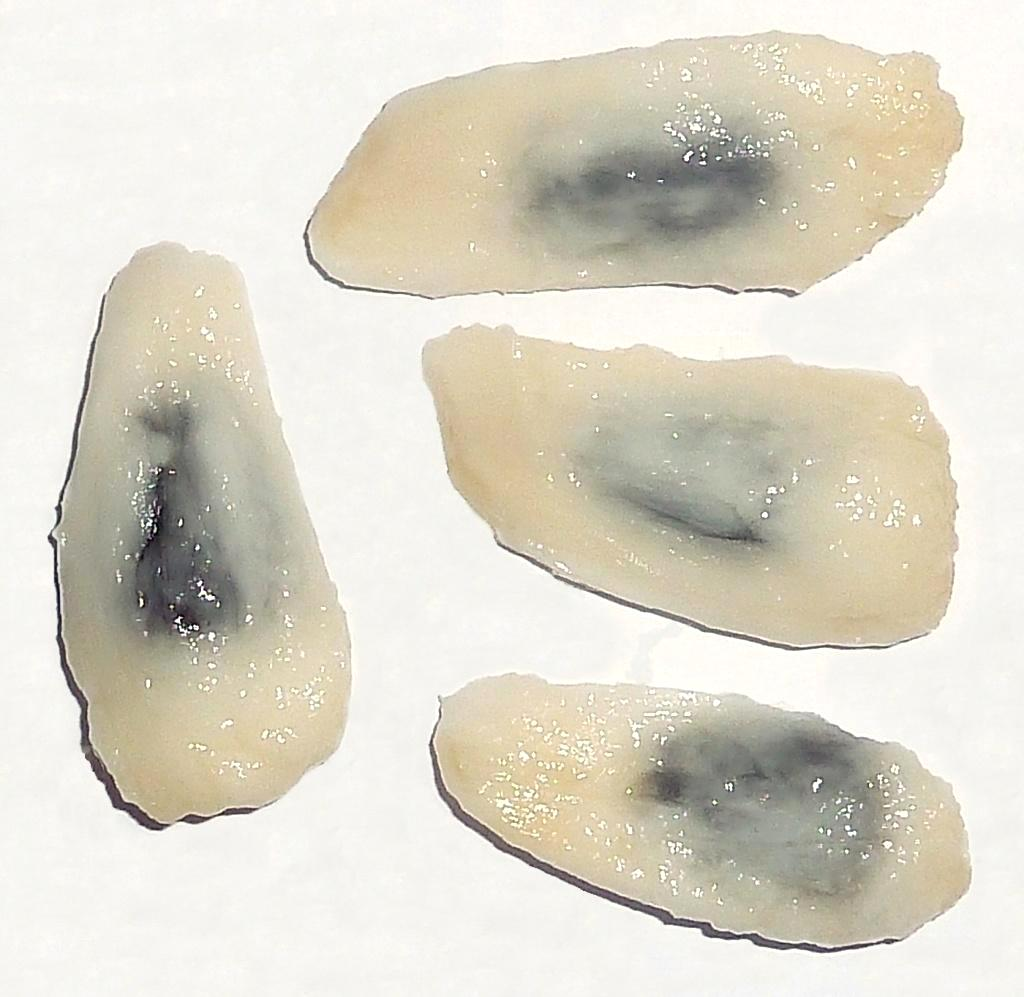
Frutos unitários do fruto sincárpico: cada um deriva de um só carpelo, sendo o conjunto formado por 100-200 frutos unitário. A polpa esbranquiçada que rodeia as sementes é a parte doce e comestível do fruto.

Annona cherimola é uma espécie arbórea de pequeno porte (até 7 m de altura) pertencente à família Annonaceae, originária das regiões andinas do Equador, da Bolívia e do Peru, mas na actualidade cultivada como fruteira nas regiões tropicais e subtropicais de todo o mundo. O fruto é conhecido por vários nomes, entre os quais chirimoia (do espanhol chirimoya, e este do quéchua chiri muya, "semente do frio"), anona, nona, tamarinoia ou ainda coração-de-negro (nos Açores), é na verdade, como nas demais anonáceas, um agrupamento sincárpico de frutos. Na América do Sul, onde o fruto é conhecido por chirimoyo, o suco é muito apreciado, sendo comercializado em bares e restaurantes.

## Descrição
A anoneira é uma árvore caducifólia de crescimento lento, que adquire na maturidade uma altura de 7 a 8 m, com folhagem exuberante, porte erecto, frequentemente ramificada irregularmente.
O caule é cilíndrico, de ritidoma grosseiro. Apresenta sistema radicular superficial e ramificado, originando dois ou três estratos radiculares localizados a diferentes profundidades, mas sempre pouco profundos.
As folhas, com pecíolos de 6–12 mm de comprimento, são simples, inteiras, muito finas, de filotaxia alterna e forma ovalada ou ovada-lanceolada com o dorso tomentoso e acinzentado. As gemas são compostas e podem originar rebentos mistos (vegetativos e florais).
As flores são muito aromáticas, embora pouco chamativas, apresentando seis pétalas amarelentas, jaspeadas de púrpura. São hermafroditas, solitárias ou em ramalhetes de duas ou três, sobre um curto e inclinado pedúnculo inserto nas axilas das folhas. O cálice consta de 3 sépalas de coloração verde escura, pequenas (2–4 mm) e de forma triangular. A corola é formada por seis pétalas dispostas em dois verticilos. As três pétalas exteriores são desenvolvidas e ligeiramente carnudas, com 2,5 a 4 cm de comprimento, com a parte superior aguçada ou triangular. As três pétalas internas são rudimentares, em forma de escama, ovaladas ou triangulares, por vezes ausentes.
A parte masculina da flor consta de numerosos estames (150-200), dispostos helicoidalmente num denso arranjo sobre um receptáculo, formando uma massa branca compacta comprimida pelas pétalas. A parte feminina apresenta também elevado número de carpelos (de 100 a 200), cada um com apenas um óvulo, dispostos em espiral, formando um cone compacto em cujos extremos se encontram os estilos e estigmas.
Quando fecundados, os óvulos desenvolvem-se num fruto composto, sincárpico, como consequência da fusão dos carpelos em torno de um receptáculo carnudo, de forma alongada e cónica. Quando a polinização é inadequada, e apenas são fecundados alguns óvulos de maneira irregular, os frutos que se formam são assimétricos e disformes.
A pele dos frutos é fina e delicada, com a superfície do fruto com marcas em forma de U que correspondem à zona de união dos carpelos, podendo ser lisa ou com pequenas protuberâncias. O peso do fruto pode oscilar entre 200 e 800 g. A coloração do fruto varia segundo a variedade, podendo ir de verde claro a verde escuro ou violáceo quando maduro. A polpa é branca, cremosa e moderadamente suculenta, com numerosas sementes, com 1 cm de comprimento e coloração que varia desde o castanho muito escuro ao negro, adquirindo cor de chocolate após umas poucas horas de exposição ao ar e à luz. As sementes são obovoidas, ligeiramente aplanadas, de superfície brilhante, com pequenas protuberâncias e com uma estria equatorial periférica mais ou menos contínuo, apenas interrompida no ápice. O ápice é obliquamente truncado ao nível do hilo.
O endosperma é de textura ruminada, envolto num tegumento fibroso intimamente ligado ao endosperma e ao endocarpo, penetrando nas profundas fissuras e irregularidades (ruminações laminiformes) existentes na sua superfície.

## Origem
A espécie é considerada originária do norte do Peru em áreas compreendidas entre os 1 500 e 2 200 m acima do nível médio do mar, região onde é cultivada pelo menos desde o ano 200 d.C., e do sul do Equador, na província de Loja no chamado Vale Sagrado de Vilcabamba e nas localidades de Cariamanga, Gonzanamá e Amaluza.
Ao norte da latitude 6° 40'  de latitude sul no Peru, as cherimoias em estado silvestre crescem em uma faixa de altitude que vai de 1 000 a 2 000 m na vertente do Pacífico e que varia de 1 500 a 2 500 m nos vales interandinos. As cherimoias não prosperam nas vertentes orientais dos Andes, por que a chuva ocorre em todas as estações do ano, impedindo a detenção do crescimento e a iniciação floral. No Distrito de Assunção (Cajamarca), observaram-se cherimoias em locais de precipitação média anual inferior a 668 mm, em vales cujos solos profundos permitem que as raízes das plantas busquem as águas subterrâneas.
As localidades aonde se produzem cherimoias no Peru são Santo Toribio de Cumbe no Distrito de San Mateo de Otao e no Distrito de Callahuanca, ambas localizadas na Província de Huarochirí; assim como no Distrito de Leoncio Prado, localizado na Província de Huaura. Outras regiões do Peru aonde se produzem cherimoia são Cajamarca, Huánuco, Apurímac e Junín.
Na Bolívia, as cherimoias prosperam melhor em torno de Mizque, Aiquile e na Província de Ayopaya, no Departamento de Cochabamba, e ao redor de Luribay e Sapahaqui no Departamento de La Paz. Em Mizque só existem plantios de cherimoia irrigados.
Devido a falta de estudos complementares não permite descartar que o centro de diversidade também se estenda à América Central e ao México, considerados como um centro de origem secundário.
Encontram-se variedade aparentemente nativas desde o México até ao Chile, percorrendo toda a porção ocidental da América Central e do Sul, mas não ocorre no Brasil. No Brasil é uma espécie introduzida, mas seu cultivo em anos recentes tem ganhado relevância em resultado da popularidade crescente do fruto no país, sobretudo para uso em sucos e coquetéis.
A espécie foi introduzida no sul de Espanha antes de 1751, na zona de Motril, Salobreña,  Almuñécar e parte de Málaga, de onde provavelmente foi levada para Itália e para a ilha da Madeira, Canárias e Açores.
Na zona mediterrânica a cultura encontra-se bem adaptada em Israel, Egipto, Reggio Calabria (sul de Itália) e Argélia, mas o seu cultivo encontra-se estendido a todos os continentes. Os principais produtores mundiais são a Argentina, Austrália, Bolívia, Chile, Colômbia, Equador, Espanha, Estados Unidos, Israel, Peru, África do Sul e Taiwan.
Na ilha da Madeira, a produção além de se destinar ao consumo interno, é exportada para vários países europeus, em especial a França.

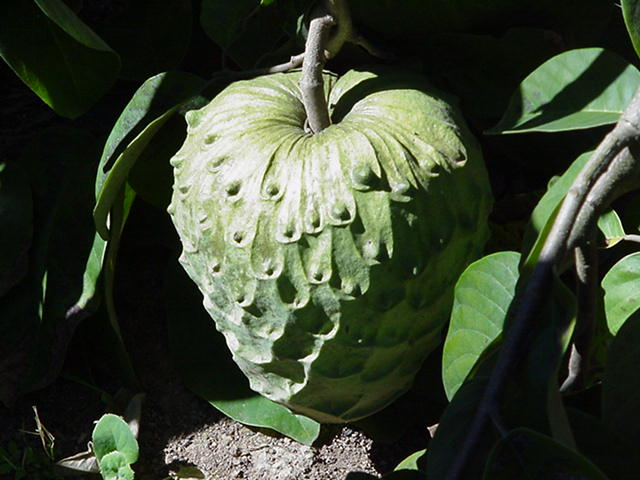
cultivar de cherimoia "Anona da Madeira"

## Taxonomia
A espécie Annona cherimola foi descrita por  Carolus Linnaeus e publicada em Species Plantarum, vol. 1, p. 536, 1753, tendo como basinómio Annona muricata L.
A etimologia do epíteto específico cherimola assenta nos vocábulos da língua quechua chiri, "frio", e muya, "horto", aparentemente porque germina a elevadas altitudes com temperaturas baixas. A palavra em quechua é grafada como chirimuya.
O nome genérico Annona foi latinizado a partir de anón, denominação do fruto da árvore homónima em língua taína.
Está descrito um hibrido entre A. cherimola e A. squamosa, conhecido pelo nome comum de atemoya, produzido na Flórida por Pj. Westery E. Simmonds, presentemente objeto de cultivo comercial tanto na Flórida como na Austrália e Israel.

## Requerimentos edafoclimáticos
No sul do Equador, na Província de Loja, as cherimoias nativas ocorrem em áreas de temperaturas médias anuais, de 18 a 20 °C, temperaturas mínimas medias variando de 10 a 12 °C e temperaturas médias máximas variando de 26,5 a 30 °C. A precipitação anual varia entre 800 - 1.000 mm (concentrada em 8 meses do ano). Os valores de umidade são elevados e variam entre 75 e 85%. Os solos nas quais elas são encontradas têm alto teor de areia e são ligeiramente ácidos com pH entre 5 e 6,5 
| Características climáticas     | Aptidão boa | Aptidão moderada | Inapropriado |
| ------------------------------ | ----------- | ---------------- | ------------ |
| Precipitacão anual (mm)        | >800        | 600-800          | <600         |
| Temperatura anual (°C)         | 17-20       | 20-23            | >23          |
| Temperatura anual (°C)         | 17-20       | 14-17            | <14          |
| Período de crescimento (meses) | 6-8         | 5-6              | <5           |
| Período de crescimento (meses) | 6-8         | 8-12             | <5           |
| Umidade relativa (%)           | <80         | >80              |              |

Fonte: